# Heinrich Feer
Heinrich Feer (1857 — 1892) foi um botânico suíço, especializado na família das Campanulaceae. O género Feeria foi denominado em sua honra.

## Algumas publicações
- Feer H. 1890. Beiträge zur Systematik und Morphologie der. Campanulaceen. Am. J. Bot. 80 (12): 1427– 1436
- Bot. Jahrb. Syst.
- J. Bot.
- Bull. Herb. Boissier.